# Sumata
Sumata (em japonês: 素股 forquilha real) é um tipo de estimulação da genitália masculina, popular nos bordéis japoneses. Durante este ato, a mulher estimula o pênis com as suas coxas e os grandes lábios com a intenção da ejaculação sem a ocorrência de penetração vaginal. Tal prática iniciou-se após a lei anti-prostituição japonesa de 1956 como forma de contornar a proibição do relação com penetração em que o texto da lei especificava.